# 薩曼莎·艾加
維多莉亞·路易絲·萨曼莎·瑪麗·伊莉莎白·特蕾莎·艾加（英語：Victoria Louise Samantha Marie Elizabeth Therese Eggar，1939年3月5日—），是美國電影演員，她曾獲得金球奖剧情类电影最佳女主角